# ゲオルギ・デメトラーゼ
ゲオルギ・デメトラーゼ（Giorgi Demetradze、1976年9月26日 - ）は、グルジア (現国名：ジョージア)・トビリシ出身の元サッカー選手。ポジションはFW。

## 経歴

### クラブ
FCディナモ・トビリシのユース出身。1992年にFCカヘティ・テラヴィでプロキャリアを始め、1994年にユース時代を過ごしたFCディナモ・トビリシへ移籍。1996/97シーズンでは26得点を挙げチームトップの成績を残した。1997年にはオランダのフェイエノールトに6ヶ月間のレンタル移籍を経験した。1998年、ロシア・プレミアリーグのFCアラニア・ウラジカフカスへ移籍すると、2シーズン目を迎えた1999年にロシア・プレミアリーグで21得点を挙げ得点王に輝いた。2000年、ウクライナ・プレミアリーグのFCディナモ・キーウに移籍をし26試合15得点という結果を残した。2001年、これらの活躍が認められて、リーガ・エスパニョーラの最上位リーグに属するレアル・ソシエダに500万ドルで移籍をしたが膝の怪我もあり十分な活躍が出来ないまま、ロシアリーグふたつのクラブにレンタル移籍をした。2003年、冬の移籍市場でFCメタルルフ・ドネツィクに移籍。2003/04シーズンでは18得点を挙げ得点王を獲得した。2010年、故郷のグルジアに戻りスパルタキ・ツヒンヴァリで現役生活を終えた。

## 逮捕
2010年7月8日、マフィアとの繋がり、違法賭博および恐喝・窃盗の容疑で逮捕された。2011年3月、トビリシにある裁判所で6年の刑を宣告された。

## 所属クラブ
- FCカヘティ・テラヴィ 1992-1994
- FCディナモ・トビリシ 1994-1998

→ フェイエノールト 1997-1998 (loan)
- FCアラニア・ウラジカフカス 1998-1999
- FCディナモ・キーウ 2000
- レアル・ソシエダ 2001

→ FCロコモティフ・モスクワ 2002 (loan)
→ FCアラニア・ウラジカフカス 2002 (loan)
- FCメタルルフ・ドネツィク 2003-2007

→ FCアラニア・ウラジカフカス 2005-2006 (loan)
→ マッカビ・テルアビブFC 2005-2006 (loan)
- FCアルセナル・キエフ 2007-2008
- FKバクー 2008-2010
- スパルタキ・ツヒンヴァリ 2010

## タイトル

### クラブ
FCディナモ・トビリシ
- ウマグレシ・リーガ：3 (1995, 1996, 1997)

FCディナモ・キーウ
- ウクライナ・プレミアリーグ：1 (1999/00)

### 個人
- ロシア・プレミアリーグ得点王：1 (1999)
- ウクライナ・プレミアリーグ得点王：1 (2003/04)